# Kazànskaia
Kazànskaia - Казанская (rus) - és una stanitsa, un poble, del krai de Krasnodar, a Rússia. Es troba a la vora dreta del riu Kuban, davant de Podlesni, a 10 km a l'oest de Kropotkin i a 121 km a l'est de Krasnodar, la capital.

## Història
La vila té origen en una fortalesa construïda com a part d'una sèrie de fortaleses al llarg del Kuban per ordre d'Aleksandr Suvórov, que va servir com a reducte per a les tropes i s'establí entre el 1788 i el 1791. L'assentament és fundat per cosacs del Don el 1802-1804 com a part del territori dels cosacs de la línia del Caucas, després del desplaçament de la línia defensiva decidit pel Senat Governant de Pau I, amb 223 famílies. A finals del segle xix tenia 6.545 habitants.